# Monroyo
Monroyo (Mont-roig de Tastavins en catalan) est une commune d’Espagne, dans la province de Teruel, communauté autonome d'Aragon comarque de Matarraña.

## Géographie
Elle fait partie de la Frange d'Aragon et est située sur le Méridien de Greenwich.